# Houby rouškaté
Rouškaté houby (Agaricomycetidae) jsou podtřídou stopkovýtrusých hub. Jsou to houby tvořící pevné plodnice (na rozdíl od rosolovitých plodnic sesterské podtřídy Tremellomycetidae). Basidie jsou jednobuněčné, bez přehrádek.
Patří mezi ně choroše, kloboukaté houby a břichatky, které se dříve řadily do vlastní podřídy Gasteromycetidae.

## Systém
- řád: Agaricales – lupenotvaré
  - čeleď: Agaricaceae – pečárkovité
  - čeleď: Coprinaceae – hnojníkovité
  - čeleď: Entolomataceae – závojenkovité
  - čeleď: Lycoperdaceae – pýchavkovité
  - čeleď: Pleurotaceae – hlívovité
  - a další

- řád: Auriculariales – bolcovitkotvaré
  - čeleď: Auriculariaceae – boltcovitkovité

- řád: Boletales – hřibotvaré
  - čeleď: Boletaceae – hřibovité
  - čeleď: Hygrophoropsidaceae – lištičkovité
  - čeleď: Paxillaceae – čechratkovité
  - čeleď: Sclerodermataceae – pestřecovité
  - čeleď: Suillaceae – klouzkovité
  - a další

- řád: Cantharellales – liškotvaré
  - čeleď: Aphelariaceae
  - čeleď: Botryobasidiaceae
  - čeleď: Cantharellaceae – liškovité
  - čeleď: Clavulinaceae – kuřátečkovité
  - čeleď: Hydnaceae – lišákovité

- řád: Ceratobasidiales
  - čeleď: Ceratobasidiaceae
  - čeleď: Oliveoniaceae

- řád: Dacrymycetales – kropilkotvaré
  - čeleď: Cerinomycetaceae
  - čeleď: Dacrymycetaceae – kropilkovité

- řád: Hymenochaetales – kožovkotvaré
  - čeleď: Hymenochaetaceae – kožovkovité
  - čeleď: Schizoporaceae – pónovitkovité

- řád: Phallales – hadovkotvaré
  - čeleď: Geastraceae – hvězdovkovité
  - čeleď: Gomphaceae – stročkovcovité
  - čeleď: Hysterangiaceae – loupavkovité
  - čeleď: Phallaceae – hadovkovité
  - čeleď: Ramariaceae – kuřátkovité

- řád: Polyporales – chorošotvaré
  - čeleď: Corticiaceae – kornatcovité
  - čeleď: Hapalopilaceae – hlinákovité
  - čeleď: Meruliaceae – dřevokazovité
  - čeleď: Polyporaceae – chorošovité
  - čeleď: Sparassidaceae – kotrčovité
  - a další

- řád: Russulales – holubinkotvaré
  - čeleď: Auriscalpiaceae – lžičkovcovité
  - čeleď: Hericiaceae – korálovcovité
  - čeleď: Peniophoraceae – kornatkovité
  - čeleď: Russulaceae – holubinkovité
  - čeleď: Stereaceae – pevníkovité
  - a další

- řád: Thelephorales – plesňákotvaré
  - čeleď: Bankeraceae – bělozubovité
  - čeleď: Thelephoraceae – plesňákovité